# Gerud Jensen
Gerud Michael Jensen (født 17. februar 1855 i Værum Præstegård, 27. februar 1946 i Væth) var en dansk gårdejer og politiker. Han var medlem af Folketinget for Venstre fra 1913 til 1920.
Gerud Jensen blev født i præstegården i Værum syd for Randers i 1855 som søn af gårdejer og sognefoged Jens Mikkelsen. Han gik på Gjerlev Højskole og blev uddannet landmand. Han ejede fra 1884 gården Brunhøj i Væth i Ørum Sogn tæt på hans barndomshjem.

## Politisk karriere
Han var formand for sognerådet i Værum-Ørum Kommune fra 1892 til 1913 og sognefoged fra 1899 til 1918. Han blev tiendekommissær i 1903 og senere også landvæsenskommissær. Fra 1910 til 1928 var han medlem af amtsrådet i Randers Amt. Han var formand for De samvirkende Sogneraadsforeninger i Danmark 1926-1930.
Gerud Jensen var også medlem af tilsynsrådet for Randers By og Omegns Sparekasse og medlem af forretningsudvalget for Tuberkulosens Bekæmpelse fra 1927 til 1932.
Han stillede op til Folketinget for Venstre i Randers Landkreds ved folketingsvalget i 1913 mod proprietær P. Bjerre, som året forinden var blevet løsgænger, og blev valgt. Jensen blev genvalgt i 1915 og 1918, men opnåede ikke genvalg ved valget i april 1920. Gerud Jensen stillede ikke op til flere folketingsvalg. Han var medlem af sociallovgivningskommissionen, overbevillingsnævnet og Statens Biblioteksråd indtil 1931.
Gerud Jensen blev udnævnt til ridder af Dannebrog i 1921 og dannebrogsmand i 1930.